# Юргенштейн, Антон Густавович
Антон Густавович Юргенштейн, (1 ноября 1861,  Vana-Vändra, Перновского уезда, Лифляндская губерния — 21 февраля 1933, Тарту) — эстонский журналист, литературный критик и политический деятель, депутат Государственной думы II созыва от Лифляндской губернии.

## Биография
Эстонец по национальности. Из крестьянской семьи, родился в семье хозяина фермы. В 1873—1875 годах учился в приходской школе в Вяндре, в 1876—1878 годах — в Кодавереской приходской школе. В 1878–1882 годах учился в Валкской учительской семинарии, после её окончания в 1882—1883 работал помощником  учителя. В 1883—1885 давал частные уроки и служил волостным писцом в Орайыэ (Orajõe). В 1890 году женился на Алиде Эрмине Аннет Эмберг. У них был сын и шесть дочерей.
В 1885—1905 был директором и преподавал в Вяндрской приходской школе. По другим данным в 1907 году работал учителем в Феннерском приходском училище. Председатель Феннерского земледельческого общества. Владел земельным наделом площадью 50 десятин. Имел звание личного почётного гражданина.
Позднее стал журналистом. В конце XIX века и в первые десятилетия XX века он один из самых влиятельных эстонских литературных критиков и политических публицистов. В 1898—1905 годы редактор журнала «Линда»; с 1906 года сотрудник эстонской газеты «Постимес», в 1923–1929 годах её редактор. Был близким другом и соратником Яана Тыниссона.
6 февраля 1907 избран в Государственную думу II созыва от съезда уполномоченных от волостей Лифляндской губернии. Входил в Конституционно-демократическую фракцию. Член Аграрной комиссии.
Впоследствии был избран членом Рийгикогу I и II созывов. Автор воспоминаний.
Похоронен на Старом кладбище Святого Петра (Vana-Peetri kalmistu) в Тарту. В 1939 году ему был установлен памятник в Вяндре.

### Шахматы
Антон Юргенштейн был страстным шахматистом. В декабре 1913 году в Тарту он выиграл во время сеанса одновременной игры  у будущего чемпиона мира Хосе Рауля Капабланки. Это было вершиной его шахматных достижений. Эта игра описана (включая запись ходов) самим Юргенштейном в книге  "Minu mälestused" (Мои воспоминания) II, Тарту, 1927 (глава "Маленькое шахматное интермеццо", стр. 139—142), а также Вальтером Хеуэром в книге "Male lugu" (Шахматные рассказы), Таллин 2008 (стр. 506—508). Писатель Хейно Пухвел на эту тему написал короткий рассказ "Большой день Антона Юргенштейна" (Looming, 1998/12, стр. 1834—1850).